# Binden-Baumschwammkäfer
Der Binden-Baumschwammkäfer (Litargus connexus) ist ein  Käfer aus der Familie der Baumschwammkäfer (Mycetophagidae).

## Merkmale
Die Käfer erreichen eine Länge von 2,4–2,8 mm. Die Grundfarbe der Käfer ist braunschwarz bis schwarz. Der  Halsschild ist am Seitenrand blassgelb gefärbt. Die Flügeldecken weisen einen größeren blassgelben Schulterfleck sowie einen fast berührenden mittig gelegenen Fleck auf. Im hinteren Drittel verläuft außerdem ein Band über die Flügeldecken, welches kurz vor der Flügeldeckennaht endet. Außerdem weist das Ende der Flügeldecken meist eine blassgelbe Färbung auf.

## Verbreitung
Der Binden-Baumschwammkäfer ist in Europa weit verbreitet und häufig.
Die Art ist die einzige der Gattung Litargus, die in Mitteleuropa vorkommt.

## Lebensweise
Die Käfer bevorzugen als Lebensraum Laub- und Mischwälder. Sie leben an Baumpilzen und unter verpilzter Baumrinde, insbesondere von Buchen (Fagus), Eichen (Quercus), Hainbuchen (Carpinus), Ahorn (Acer), Pappeln (Populus), Weiden (Salix) und Erlen (Alnus).